# Факторович, Давид Евсеевич
Дави́д Евсе́евич Факторо́вич (23 сентября 1917, Саратов — 28 февраля 1993, Москва) — советский филолог, литературовед, кандидат филологических наук (1941), доцент (1943), член Союза журналистов СССР (1960).

## Биография
Родился 23 сентября 1917 года в Саратове. Был единственным сыном, рано осиротел. Отец, Овсей Мордухович (Евсей Маркович) Факторович (1879, Радомысль, Киевская губерния — 1931, Саратов), провизор, позже врач. Мать, Евгения (Ева) Григорьевна Серман (1884—1933), выпускница медицинского факультета Бернского университета, заведующая здравотделом саратовского трампарка; погибла, исполняя врачебный долг во время эпидемии тифа в Саратовской области. После смерти родителей переехал к дальней родне в Казань, где окончил среднюю школу № 15. В выпускном классе был ответственным редактором литературно-художественного журнала «Наш РоСТ».
В 1934 году Д. Е. Факторович поступил на литературный факультет Московского государственного педагогического института (МГПИ) имени В. И. Ленина. Совмещал учёбу в МГПИ с работой в Государственной библиотеке им. В. И. Ленина в качестве консультанта и в средней школе № 636 г. Москвы, был аттестован как учитель. После окончания МГПИ аспирант кафедры всеобщей литературы (1938—1941). С 1941 работает в Свердловском университете.
С 1944 года Д. Е. Факторович в Минске, работает в Белорусском государственном университете (БГУ). В конце 1965 года Д. Е. Факторович переехал в Москву. В 1966—1968 годах занимается литературным трудом, преподает в Костромском педагогическом институте и Калужском педагогическом институте.
В 1968 году Д. Е. Факторович с преподавательской работы перешёл на работу в научно-исследовательские и проектные учреждения Министерства высшего и среднего специального образования СССР города Москвы. Работает зав. отделом изучения опыта высшей школы за рубежом Информационного центра (ИЦ) высшей школы (1968—1973), зав. сектором информации НИИ проблем высшей школы (1973—1975), руководителем группы, старшим научным сотрудником сектора информации проектного института ГИПРОВУЗа (1976—1989).
С 1989 года — на пенсии. Умер в Москве 28 февраля 1993 года.

## Научная и преподавательская деятельность
В 1941 году по окончании аспирантуры МГПИ Д. Е. Факторович защитил диссертацию на тему «Новелла Сервантеса» (кандидат филологических наук, 1941). Ученик Н. К. Гудзия и Б. И. Пуришева. Доцент (1943). Владел немецким, испанским, итальянским, французским, белорусским и польским языками.
С 1941 по 1944 год работает в Свердловском университете, заведующий кафедрой всеобщей литературы МГПИ (1943—1944).
С 1944 года Д. Е. Факторович в БГУ, преподаёт зарубежную литературу. Декан отделения журналистики филологического факультета БГУ, первого в СССР предоставляющего высшее журналистское образование (1944—1946). Исполняющий обязанности заведующего кафедрой всеобщей литературы (1944—1950), доцент кафедры русской и всеобщей литературы (1950—1954). В 1954 году на конкурсной основе стал первым заведующим вновь образованной кафедры зарубежной литературы БГУ, заведует кафедрой зарубежной литературы БГУ с1954 по1965 год.
Д. Е. Факторович — соавтор учебников и учебных пособий по разным эпохам истории зарубежной литературы (Античность и Средневековье, Возрождение, зарубежные литературы XVII—XVIII, XIX—XX веков), традиция написания которых была заведена в годы его руководства кафедрой, по ним учились поколения филологов.
Д. Е. Факторович — автор многочисленных статей по истории и проблемам зарубежной литературы, предисловий к изданиям произведений Гейне, Бальзака, Беранже и других зарубежных писателей в белорусских издательствах.
Работая доцентом Костромского педагогического института, разработал и осуществил в учебном процессе программу спецкурса «Зарубежная литература в средней школе».
Автор выпусков аннотированных библиографий, реферативных и обзорных изданий ИЦ высшей школы, НИИ проблем высшей школы, ГИПРОВУЗа, докладов на конференциях по проблемам высшего образования за рубежом.
Научно-исследовательские интересы Д. Е. Факторовича лежат в области взаимосвязей и взаимодействия национальных литератур и теории художественного перевода (в первую очередь на примере взаимосвязей белорусской литературы с мировыми литературами). Им в 1961 году издана монография «Беларуская савецкая літаратура за рубяжом», опубликован ряд статей по данной тематике и др. Д. Е. Факторович был участником дискуссии «Взаимосвязи и взаимодействие национальных литератур», проведенной Институтом мировой литературы им. А. М. Горького АН СССР, где выступил с докладом «Изучение взаимосвязей белорусской и зарубежных литератур».
Результатом целенаправленных исследований взаимосвязей и взаимодействия национальных литератур, а также теории и практики художественного перевода (прежде всего на примере белорусской литературы) явилось написание докторской диссертации «Основы теории художественного перевода», рукопись которой получила широкий отклик среди филологов и специалистов по художественному переводу. В 1964 году диссертация была рекомендована ученым советом филологического факультета БГУ к изданию отдельной книгой. На основе данной работы Д. Е. Факторович разработал и осуществил в учебном процессе на филологическом факультете БГУ программу спецкурса «Основы теории художественного перевода», которая по мнению члена правления, руководителя секции перевода Союза Писателей СССР П. Г. Антокольского, стала «первой в Советском Союзе удачной попыткой систематического изложения курса теории художественного перевода». Однако по не зависящим от автора обстоятельствам книга в своё время не была издана. Публикация диссертации Д. Е. Факторовича «Основы теории художественного перевода» отдельной книгой состоялась только в 2009 году, и тем не менее, как отметил рецензент М. Кенька, книга «несмотря на долгий путь к читателю, не устарела, не утратила научной ценности».